# Station Kongsvoll
Station Kongsvoll is een station in Kongsvoll in de gemeente Oppdal in fylke Trøndelag  in  Noorwegen. Het station ligt aan Dovrebanen. Konsvoll werd geopend in 1921 en is een ontwerp van Erik Glosimodt. Sinds 1997 is het station een beschermd monument.
Kongsvoll wordt bediend door lijn 21, de intercity tussen Oslo en Trondheim.